# Bella con il colletto bianco
Bella con il colletto bianco è un dipinto ad olio su tela di Marc Chagall del 1917. Raffigura la moglie dell'artista, la scrittrice Bella Rosenfeld (1895-1944), che indossa un vestito con un colletto bianco e, ai suoi piedi, rappresenta un bosco, con dei piccoli omini e un piccolo parco giochi.